# しんがり 山一證券 最後の12人
『しんがり 山一證券 最後の12人』（しんがり やまいちしょうけん さいごのじゅうににん）は、清武英利によるノンフィクション小説。
1997年11月、当時四大証券と呼ばれた証券会社（野村證券・大和證券・日興證券・山一證券）の一角であった山一證券が自主廃業を発表した。ほとんどの社員が再就職に奔走する中、会社に踏み留まって経営破綻の原因を追究し、清算業務に就いた一群の社員がいた。真相究明と清算業務を続け、最後まで会社にとどまった"しんがり"社員たちの懸命な闘いを描いた実話に基づいた小説。1997年当時、読売新聞社で社会部次長として、山一證券の破綻を取材していた著者が、元社員に対して追加取材を実施して完成させた。
小説は2014年度、第36回講談社ノンフィクション賞を受賞した。
WOWOW連続ドラマW『しんがり 山一證券 最後の聖戦』としてテレビドラマ化され、2015年9月より放映された。

## あらすじ
隠岐島出身の嘉本隆正は、高校卒業後山一證券に就職。30年に渡って8つの支店に勤務、大阪での取締役本部長を経て、1997年3月に常務に昇進。本社勤務となり業務監理本部長に就任した。その矢先である4月11日、山一證券に大蔵省証券取引等監視委員会(通称SESC)特別調査課の立入検査が入る。
1989年に、総会屋の小池隆一は、第一勧業銀行から32億円もの不正な無担保融資を得て、それをもとに4大証券会社の株を30万株ずつ取得。これで得た株主提案権を盾に、小池は各証券会社に利益供与を求め続けていた。1996年に野村證券社員による内部告発で、その事実が明るみに出ていた。山一證券も利益供与を行っており、SESCによる立入調査に至ったのだった。
4月15日、山一證券創業100周年。
7月30日、東京地検、SESCが商法と証券取引法違反容疑で山一證券を強制捜査し、三木淳夫前社長を含む8名が逮捕される。
8月11日、総会屋への利益供与の責任をとって旧経営陣11名が一斉に退陣し、野澤正平が社長に就任する。
8月14日、樽谷紘一郎顧客相談室長が何者かによって殺害される事件（山一証券顧客相談室長殺害事件）が発生する。
10月10日、山一證券顧問弁護士・岡村勲の妻が殺害される事件が発生する。
小池への利益供与額は数億円のものであったが、社内調査の中で、利益供与問題とは別に巨額の簿外債務の存在が明るみとなる。1989年のバブル崩壊を端に発した損失補填は、飛ばしと呼ばれる不正会計処理がなされ続けた。歴代のトップによって隠蔽され続けたその額は2,600億円にまで膨れ上がっていた。メーンバンクの富士銀行や大蔵省に救済を求めたが、いずれも拒否される。会社更生法による事業継続を模索するが断念。
11月17日、山一證券が主幹事を務めた北海道拓殖銀行が破綻、北洋銀行への営業譲渡を発表。
11月22日、日本経済新聞が朝刊1面で「山一證券自主廃業へ､負債3兆円戦後最大」と報道。
11月24日、東京証券取引所で記者会見が行われ、野澤社長が号泣しながら山一證券の自主廃業を発表した。
廃業が決まると、山一證券の社員たちは雪崩を打って再就職先探しに奔走しはじめた。しかし業務監理部のメンバー、嘉本隆正、菊野晋次、長澤正夫、竹内透、横山淳、堀嘉文、橋詰武敏、杉山元治、印出正二、虫明一郎、郡司由紀子、白岩弘子の12人は、そんな社員たちの動きに追随せず、その後1年以上に渡って会社に踏み留まって、本支店閉鎖処理、24兆円にも及ぶ顧客資産返還の清算業務、債務隠しの社内調査に志命をかける。

## 主要登場人物
嘉本隆正〈54〉
山一證券末期の業務監理本部（ギョウカン）に赴任した常務。社内調査委員会を組織し、破綻原因を究明する。「組長」と呼ばれた。
菊野晋次〈58〉
業監のナンバー2。西郷隆盛を敬愛する薩摩隼人で、清算業務の責任者を引き受ける。
長澤正夫〈51〉
業監のナンバー3。業務管理部長。隠匿資料を発掘して調査報告書作成を助けた。調査委員会の事務局長を務める。
竹内透〈45〉
業監の検査課次長。山一證券の「簿外債務管理人」を突き止める。元高校球児で、強情だが正義感に満ちたクリスチャン。
横山淳〈36〉
業監最若手の検査役で、パソコンに強い。複雑な飛ばしマップを作成。
堀嘉文〈54〉
無給で調査委員会に加わった山一證券取締役。関西弁の徹底した追及で債務隠しに手を染めた社員に恐れられる。
橋詰武敏〈54〉
寡黙な常務。トレーディング部門を統括し6人目の調査委員となる。菊野同様、農家の出身で、長野県上田高校の元剣道部主将。
杉山元治〈52〉
国際畑を歩き、嘉本のヒアリング対象者の一人だったが、山一證券国際部を批判し、七人目の調査委員に加わる。
印出正二〈37〉
業監の業務管理部企画課長。「検事」と呼ばれる切れ者で、当初、簿外債務の調査にあたり、のちに清算業務を指揮する。
虫明一郎〈35〉
業務管理部企画課付課長。東京拘置所に通って、逮捕された山一證券幹部たちのケアを担当する。菊野の下で印出とともに清算業務を指揮する。
郡司由紀子
調査委員会を手伝う嘉本の秘書。再就職先で検査役として働く。
白岩弘子
多額の山一株を失った営業企画部付店内課長。菊野らに見込まれ、清算チームに異動した。

## 書籍情報
- 単行本〈講談社〉：2013年11月13日発行、ISBN 978-4-06-218644-5。
- 文庫本〈講談社+α文庫〉：2015年8月20日発行、ISBN 978-4-06-281609-0。

## テレビドラマ
『しんがり 山一證券 最後の聖戦』（しんがり やまいちしょうけん さいごのせいせん）のタイトルでテレビドラマ化され、2015年9月20日から2015年10月25日まで、WOWOW「連続ドラマW」枠で放送された。
主演は江口洋介。共演は萩原聖人、林遣都他。監督は『沈まぬ太陽』の若松節朗、脚本は『相棒』シリーズの戸田山雅司が手掛ける。ドラマ化に当たっては登場人物や設定が一部変更されている。
監督の若松節朗は、ドラマ撮影にあたり実際の18年前のしんがりメンバーに会って取材を行った。ドラマの中に登場するエキストラの中には元山一證券社員も参加しており、撮影用のレプリカの社員バッジが用意されていたものの、実際に使われていた本物の社員バッジを持参して撮影に臨んでいた。
ドラマはギャラクシー賞2015年10月度月間賞を受賞した。
ドラマは2016年3月にポニーキャニオンよりDVD化された。

### テレビドラマ版あらすじ
1997年4月、山一證券常務取締役・梶井達彦は、業務監理本部本部長に就任する。業務監理本部とは「取引や業務の調査・把握と不適正行為の防止を目的とする部門」であったが、その実態は有名無実化しており、本社から離れたビルに居を構え、左遷社員が追いやられる"場末"と呼ばれていた。
梶井の異動初日に、大蔵省証券取引等監視委員会（通称SESC）の調査が入った。金融業界は、総会屋への利益供与問題が相次いでおり、山一證券にも捜査のメスが入ったのだ。
梶井は、営業考査部の花瀬、中西、秘書の蒲生に社内調査を指示する。ほどなくして監査部の瀧本と吉岡は、総会屋との関係を示す資料を発見する。会長の有原らはSESCの調査に対し余裕の表情を見せるが、副社長の片瀬だけは不安な表情を浮かべていた。梶井や梶井の同期である営業本部の林もまた、上層部が何かを隠しているのではないかという疑念を抱く。
8月、総会屋への利益供与が明るみとなり、旧経営陣が一斉に退陣、能見が社長に就任した。
監査部門は調査を進めようとするものの、どこの部門からもまったく協力が得られない。そんな中、8月にはお客様相談室長が何者かに殺害され、さらに10月には顧問弁護士横澤の妻までもが殺害されてしまう。
社内では2600億円もの簿外債務の存在が明るみに出て、山一證券は存続の危機を迎える。梶井らは何とか会社存続の道を探るものの、ついに大蔵省証券局長の松岡から自主廃業を勧告される。11月、東京証券取引所で記者会見が行われ、能見社長が号泣しながら山一證券の自主廃業を発表した。
廃業が決まると、社員たちは蜘蛛の子を散らすように再就職先探しに奔走しはじめる。しかし業務監理部のメンバーは、そんな社員たちの動きに追随せず、山一證券が破綻に至った真相究明のために調査報告書の作成に執念を燃やす。

### キャスト

#### 山一證券

##### 業務監理本部
梶井達彦〈46〉
演 - 江口洋介
業務監理本部本部長常務取締役。赴任当日にSESCの調査が入り、それを期に山一證券は一気に経営破綻に向かう。廃業後も現場に残って、経営破綻の真相究明のために陣頭指揮を取る。
蒲生頼子〈39〉
演 - 真飛聖
業務監理本部長秘書。勝気な物言いとさっぱりした性格で、しんがりの男たちを見守る姉御。
瀧本利生〈44〉
演 - 萩原聖人
監査部検査課次長。エリートコースを歩み、山一インターナショナルロンドンでの勤務を3年間務めたのち、業務監理本部に異動。シンガポールで花替えの不正を発見する。業監も不正に関与しているとにらんだSESCから厳しい取調べを受ける。
吉岡穣〈27〉
演 - 林遣都
監査部検査課。入社後、営業をしていたがトラブルを起こしたために業務監理本部へ左遷された。業務監理本部最若手で、パソコンに強く、複雑な飛ばしマップ作成の中心となる。
花瀬俊太郎〈59〉
演 - 佐藤B作
営業考査部長。2代目顧客相談室長を務めたのち、業務監理本部に異動。
中西幹郎〈51〉
演 - 矢島健一
営業考査部。社内調査委員会で事務局長を務める。隠匿資料を発掘した。

##### 営業本部
林幸博〈46〉
演 - 勝村政信
営業本部グループ西首都圏本部長。梶井の同期で、個人営業(リテール)畑を歩んできており、97年春の人事異動で取締役に昇任。のちに社内調査委員会に参加する。

##### 企画室
沢登敏明
演 - 阿南健治
企画室付関連企業担当理事。山一の簿外債務管理人。1991年当時事業法人本部を所管していた井本副社長から直接依頼を受け「飛ばし」に関与。以来6年間に渡り、「飛ばし」関連の株式の株価を日々チェックして債務総額を計算し、有原・井本ら幹部に報告していた。また、含み損の存在が露見しないよう、決算期の異なる複数のペーパーカンパニーをつくり、これらを利用して負債を移動させるカラクリを考案し実行した張本人でもあった。瀧本から説得され、社内調査委員会にすべてを話す。

##### 取締役会
有原泰蔵〈70〉
演 - 岸部一徳
代表取締役会長。1988年山一證券社長就任。1992年会長就任。会社トップに君臨し続ける。
井本浩平〈62〉
演 - 田中健
代表取締役社長。山一では常にエリートコースを歩んできた。有原には頭が上がらない。
片瀬浩文〈58〉
演 - 光石研
代表取締役副社長。内部監理統括責任者。経理畑出身で、梶井とは支店時代からの先輩後輩関係。財務部時代、明共リースへの利益供与に関与し、山一関係者の中では、特捜部による最初の逮捕者となった。
浅田信男
演 - 小野了
代表取締役副社長。
山岸一行
演 - 大石吾朗
首都圏営業部常務取締役。中西の先輩にあたるが、内部調査を行おうとしたギョウカンに対し、余計なことをするなと釘を刺した。
黒部潤二
演 - 大河内浩
企画室MOF(大蔵省)担当常務。
能見逸郎〈59〉
演 - 平田満
代表取締役新社長。大阪支店長から、引責辞任した井本の後任として1997年8月社長就任。社長就任後に初めて2600億円の簿外債務の存在を知らされる。その3か月後に山一證券の自主廃業を発表。
佐々木啓次
演 - 高桑満
新代表取締役会長。会長就任前は引き受け部門を担当していた

##### その他の山一社員
石田貴志
演 - 桜井聖
事業法人本部企画部部長。東京地検特捜部の取り調べを受ける。
小橋寛治
演 - 伊藤正之
花瀬の後任の3代目顧客相談室長。不祥事の続く中、続発する顧客トラブルへの対応に追われる。

##### グループ会社
谷口芳雄
演 - 佐野史郎
山一ファイナンス社長。元事業法人本部の幹部で、有原前会長、井本前社長の直属の部下だった。
高橋勤
演 - つまみ枝豆
山一エンタープライズ常務。初代顧客相談室長。山一本社の中に入る売店などの運営・管理を行う社員20名余りの会社でありながら、多額の国債取引を行っていたことから監査の対象となる。

##### 顧問弁護士
横沢昭雄
演 - 品川徹
山一証券顧問弁護士。

#### 大蔵省
松岡隆夫
演 - 相島一之
大蔵省証券局長。山一に対し、自主廃業を求める。
永山真司
演 - 東幹久
大蔵省証券取引等監視委員会(SESC)特別調査官。山一の不正を調査し、瀧本や谷口への聴取を行う。

#### 中央新聞
冨田幸信〈40〉
演 - 三浦誠己
中央新聞社会部記者。SESCの立ち入り検査以後、梶井に度々接触し、取材を行う。

#### 梶井家
梶井敏子
演 - 霧島れいか
梶井達彦の妻。
梶井大輔
演 - 板垣瑞生
達彦と敏子の息子。

#### その他
花瀬瑛子
演 - 赤間麻里子
花瀬の妻。
秋子
演 - 小林涼子
吉岡穣の婚約者
秋子の父
演 - 佐渡稔
秋子の母
演 - 宮田早苗
草野昭史
演 - 菊池均也
社内調査外部委員（弁護士）。

### スタッフ
- 原作 - 清武英利『しんがり 山一證券 最後の12人』（講談社刊）
- 監督 - 若松節朗、村谷嘉則
- 脚本 - 戸田山雅司
- 音楽 - 住友紀人
- プロデュース - 岡野真紀子、永井麗子
- 制作協力 - 共同テレビ
- 製作著作 - WOWOW

### 放送日程
| 放送回 | 放送日   | サブタイトル | 監督     |
| ------ | -------- | ------------ | -------- |
| 第1話  | 09月20日 |              | 若松節朗 |
| 第2話  | 09月27日 |              | 若松節朗 |
| 第3話  | 10月04日 |              | 村谷嘉則 |
| 第4話  | 10月11日 |              | 村谷嘉則 |
| 第5話  | 10月18日 |              | 若松節朗 |
| 第6話  | 10月25日 |              | 若松節朗 |

| WOWOW 日曜オリジナルドラマ 連続ドラマW | WOWOW 日曜オリジナルドラマ 連続ドラマW                | WOWOW 日曜オリジナルドラマ 連続ドラマW |
| 前番組                                 | 番組名                                                | 次番組                                 |
| -------------------------------------- | ----------------------------------------------------- | -------------------------------------- |
| 石の繭 (2015.8.16 - 2015.9.13)         | しんがり 山一證券 最後の聖戦 (2015.9.20 - 2015.10.25) | 誤断 (2015.11.22 - 2015.12.27)         |